# Kim Kyung-Seok
Kim Kyung-Seok, född den 23 juni 1972, är en sydkoreansk landhockeyspelare.
Han tog OS-silver i herrarnas landhockeyturnering i samband med de olympiska landhockeytävlingarna 2000 i Sydney.